# Oscar Schlömilch
Oscar (Oskar) Xavier Schlömilch (Weimar, 13 de abril de 1823 — Dresden, 7 de fevereiro de 1901) foi um matemático alemão.
Obteve um doutorado na Universidade de Jena em 1842, tornando-se professor da Universidade Técnica de Dresden em 1849.

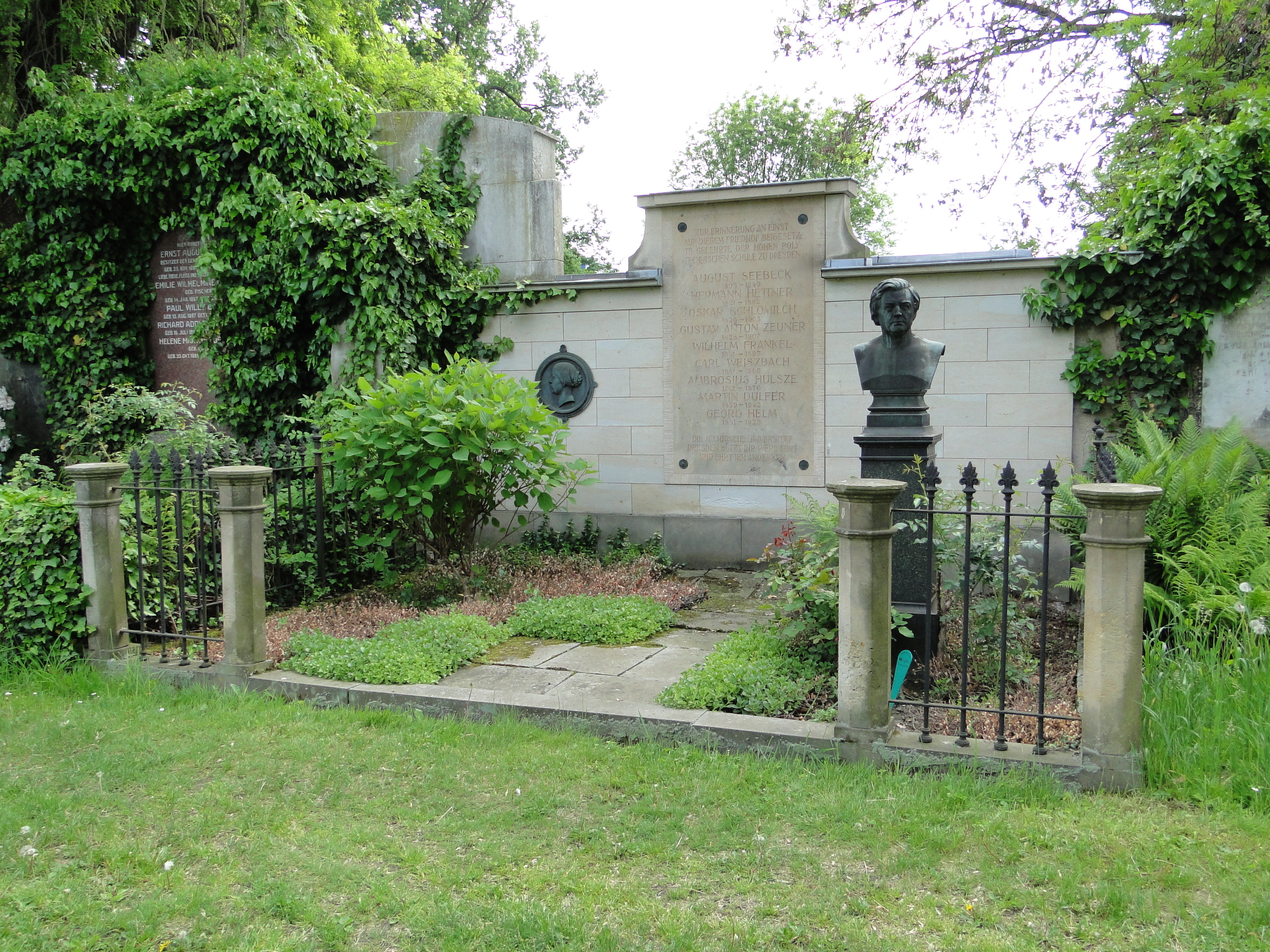
Memorial dos professores da Universidade Técnica de Dresden no Alter Annenfriedhof